# Giovanni Nicastro
Giovanni Nicastro (* 7. Januar 1953; † 2. Januar 2018) war ein italienischer Fußballspieler. Als erster Italiener lief er im deutschen Profifußball auf; dabei kam der Mittelfeldspieler zu 102 Spielen für Wormatia Worms und den FC 08 Homburg in der 2. Bundesliga.

## Sportlicher Werdegang
Nicastro kam 1958 mit seiner aus Caltanissetta stammenden Familie als Gastarbeiterkind nach Deutschland. Die neben den Eltern vier Kinder umfassende Familie ließ sich im Homburger Stadtteil Erbach nieder. Bei dem im Ortsteil Lappentascher Hof ansässigen Stadtteilverein TuS Lappentascherhof begann er seine Fußballerlaufbahn; von dort wechselte er 1971 zum FC 08 Homburg in die Regionalliga. 
1974 wechselte Nicastro zu Wormatia Worms; der VfR hatte mit Einführung der neuen 2. Bundesliga seinen Kader zum großen Teil neu zusammengestellt. In der Zweitliga-Auftaktsaison war er mit 37 Saisoneinsätzen hinter Udo Böhs gleichauf mit Volker Radtke einer der Dauerbrenner und mit seinen fünf Saisontoren hinter dem siebenfach erfolgreichen Bernd Laube zudem zweitbester vereinsinterner Torschütze. Mit nur neun Siegen aus 38 Saisonspielen verpasste der Klub jedoch den Klassenerhalt. Daraufhin kehrte Nicastro zum FC 08 Homburg zurück; an der Seite von Harald Diener, Bernd Detterer, Gerhard Figlus, Albert Müller und Horst Ehrmantraut gehörte er in den folgenden beiden Jahren unter Trainer Uwe Klimaschefski zu den regelmäßig eingesetzten Akteuren. Ab Sommer 1977 musste er verletzungsbedingt kürzertreten – beim 3:1-Erfolg des FC 08 Homburg im DFB-Pokal 1977/78 gegen den FC Bayern München im Oktober 1977 fieberte er wegen einer Knieverletzung ausfallend lediglich auf der Ersatzbank mit. Ab 1978 spielte er für den TuS Haupersweiler. Unter Trainer Siegfried Melzig versuchte er 1980 ein Comeback beim FC 08 Homburg, kam aber nicht mehr über einen einmaligen Einsatz in der Spielzeit 1980/81 gegen seinen Ex-Klub Wormatia Worms hinaus, bei dem er für Kurt Knoll eingewechselt noch eine halbe Stunde mitwirkte. Anschließend spielte er vornehmlich für die AH-Mannschaft der Homburger und kehrte zeitweise zum TuS Lappentascherhof zurück.
Später war Nicastro wie sein 1942 geborener Bruder Epifanio Nicastro in der Gastronomie tätig. Parallel lief er noch für die Homburger Traditionsmannschaft unter anderem in Benefizspielen auf. Er verstarb kurz vor seinem 65. Geburtstag.